# Akai Ito
Akai Ito (яп. アカイイト акай ито, «Красная нить») — компьютерная игра квест в жанре «юри», разработанная компанией Success Corporation для платформы PlayStation 2 и выпущенная в 2004 году. 16 октября 2013 года стала доступна в PlayStation Store для PlayStation 3. Название является отсылкой к «красной нити судьбы».
По мотивам игры была выпущена одна drama CD 26 декабря 2006 года, сначала вышедшая ограниченным тиражом в октябре 2005 года.
На 2023 год состоялся анонс ремастера Akai Ito и Aoi Shiro. Обе игры стали доступны на платформы Nintendo Switch и Microsoft Windows 25 мая 2023 года.

## Сюжет
Чтобы распорядиться наследством после смерти своей матери, Кэй Хато (яп. 羽藤桂) отправляется в дом своего отца в Хэмидзуке. На пути туда, в поезде, ей снится таинственный сон о гигантском дереве и печальной женщине. Приехав в Хэмидзуку, Кэй узнаёт секрет, спрятанный в её собственной крови, благодаря встречам с убийцей демонов по имени Удзука Сэмба, подругой её матери Сакуей Асамой, девочкой Цудзурой в сопровождении белой лисы и даже загадочной девушкой из её снов — Юмэй.

## Геймплей
Всего в игре пять маршрутов с разными концовкам. Каждый маршрут по которому идет главная героиня повествуется романтическим отношениям с одним из пяти персонажей (Юмэй, Удзука, Цудзура, Сакуя и Нодзоми). Но некоторые пути в маршрутах заблокированы, открыть их можно только пройдя соответствующие сцены в игре (когда путь разблокирован появляется зеркало с изображением персонажа данного маршрута). В игре всего пять счастливых (англ. True Ending) и множество плохих (англ. Red Ending) и хороших (англ. Blue Ending) концовок. Также в игре присутствует индикатор крови главной героине и выбор от которого зависит концовка игры.

## Концовки
Всего в игре 32 концовок. 15 из них относятся к плохим, где главная героиня Кэй умирает. 12 относятся к хорошим где Кэй либо остаётся в безопасности, либо возвращается домой. 5 относятся к счастливым где Кэй начинает новую жизнь с одной из пяти девушек: Юмэй, Удзука, Цудзура, Сакуя и Нодзоми.

## Персонажи

### Главные
- Кэй Хато (яп. 羽藤桂 Хато: Кэй) — главная героиня игры. Кэй ученица средней школы. Она весёлая и неуклюжая девушка. Кэй с детства осталась без родителей. На летних каникулах она поехала в Хэмидзуку, где она раньше жила, к Сакуи и чтобы понять что случилась с её родителями. Кэй является представителем Ни но Ти — людей чья кровь обладает мистическими свойствами.

Сэйю: Мию Мацуки
- Юмэй (яп. ユメイ Юмэй) — загадочная девушка из снов Кэй и её двоюродная сестра. Настоящее имя Юмэй Хато (яп. 羽藤 柚明 Хато: Юмэй). Она Охасхирасама — хранитель дерева и страж который держит Змеиного бога Нуси в заточении. За десять лет до начала событий истории, Кей и Хакука будучи детьми случайно освободили из заточения Нодзоми и Микагэ, после чего в лесу произошёл пожар по вине двух вампиров близняшек, чтобы вызволить из заточения своего хозяина, Нуси. Чтобы не дать Змеиному богу выбраться на волю и защитить Кей, Юмэй становится хранителем дерева Эндзи, тем самым став духом. Юмэй обладает мистическими способностями с помощью лунных бабочек которые наделяют её энергией. Юмэй очень дорожит Кей и беспокоится за неё, которую пытается защитить от демонов чтобы не дать Нуси и его приспешникам завладеть её кровью и тем самым исполнить обещание её родителей.

Сэйю: Юко Минагути
- Удзука Сэмба (яп. 千羽 烏月 Сэмба Удзука) — охотница за демонами. Впервые Кэй встречает её на вокзале. Удзука серьёзная и спокойная девушка. Она является членом клана Сэмба, также известной как Оникири, цель которой защищать людей от Они. Приехала в Хэмидзуки с целью найти и убить Нуси, а также устранить Кэя(Хакуку), так как по мнению организации он его сообщник, который намерен освободить его их заточения. Имеет катану Ито, способная уничтожить Они с одного удара и являющаяся семейным оружием клана Сэмба. Конфликтует с Сакуей и Юмэй.

Сэйю: Акэно Ватанабэ
- Цудзура Вакасуги (яп. 若杉 葛 Вакасуги Цудзура) — девочка 10-12. Впервые Кэй встречает её в доме своего покойного отца. Весёлая и в то же время рассудительная девушка. Имеет белую лису, по имени Обана, которая сильно к ней привязана.

Сэйю: Риэ Кугимия
- Сакуя Асама (яп. 浅間 サクヤ Асама Сакуя) — подруга покойной матери Кэй, по прозвищу «Запад». Сакуя начинающая журналистка в Хэмидзуке. Она сильно заботится о Кэй и пытается её защитить. В детстве она получила мистическую особенность, и она впервые встретилась с Нуси который хотел убить её, но его остановили прибывшие на помощь священники и заточили демона. Сакуя — весёлая и беззаботная девушка, любящая выпить, а также очень падкая на лесть.

Сэйю: Асами Санада
- Нодзоми (яп. ノゾミ Нодзоми) — последовательница Нуси и старшая сестра-близнец Микагэ. Настоящее имя Нодзоми Фудзивара (яп. 藤原希 Фудзивара Нодзоми). Высокомерная и грубая девушка. В прошлом происходила из богатой и знатной семьи, но её никто не признавал, даже родители. Однажды ночью к ней явился Нуси, который назвал её избранной и сделал её своей приспешницей, после чего заключил её в зеркале, при этом молвив, что она будет сидеть там, пока её не освободит Ни но Ти. В заточении Нодзоми встретилась с Микагэ и они вместе были заточены в зеркале, до тех пор пока зеркало не нашли маленькие Кэй и Хакука и тем самым освободили их из заточения. Она верно служит Нуси, однако считает его действия неправильными. В одном из маршрутов она предаёт Нуси и присоединяется к Кэй. Имеет силу Они, с помощью которой она может манипулировать сознанием человека.

Сэйю: Мэгуми Кобаяси

### Второстепенные
- Нуси (яп. 主 Нуси) — главный антагонист игры. Наделён силой демона. Нуси является Змеиным богом, способный подчинять всех змей. Несколько лет назад Нуси был заточён кланом Хато, чтобы тот не истребил всех Ни но Ти и не покорил мир. Спустя много лет он создал Нодзоми и Микагэ с помощью демонического зеркала, чтобы те помогли ему найти представителя Ни но Ти и тем самым выбраться на свободу. Нуси может вселяться в чужие тела и управлять сознанием человека. Нуси представлен как высокий мужчина с мускулистым телосложением, длинными багряными волосами, змеиными глазами и с татуировкой в виде змеи на теле.

Сэйю: Такэхиро Муродзоно
- Микагэ (яп. ミカゲ Микагэ) — последовательница Нуси и младшая сестра-близнец Нодзоми, являющаяся её альтра-эгом. Была создана Нуси с помощью зеркала. В отличие от Нодзоми тихая и скромная девушка. Она верно служит Нуси и во всём с ним соглашается.

Сэйю: Мэгуми Кобаяси
- Кэй (яп. ケイ Кэй) — загадочный парень, позднее выясняется, что это брат Кэй по имени Хакука Хато (яп. 羽藤 白花 Хато: Хакука). Также является представителем Ни но Ти. За десять лет до начала событий жил в доме Хато вместе с родителями и младшей сестрой Кей. Будучи ребёнком он и Кей случайно обнаружили зеркало, из которого высвободили двух вампирш-близняшек Нодзоми и Микагэ, из-за которых в лесу произошёл пожар. После того как его и Кей отец, Масаки умер по вине Нуси, Хакука скрылся став наполовину демоном. На протяжении нескольких лет за Хакукой охотился клан Сэмба, так как они считали что он последователь Нуси, который стремится освободить Змеиного бога из заточения. Во всех маршрутах, Нуси вселялся в тело Хакуки и тем самым управлял его сознанием. В маршруте Сакуи, Хакука был убит Змеиным богом и тот показал свою истинную форму. В маршруте Юмэй, после победы над Нуси, стал новым Охасхирасама, при этом освободив Юмэй от её связи с деревом Эндзи, тем самым снова сделав её человеком.

Сэйю: Кадзутака Исии
- Маюми Хато (яп. 羽藤 真弓 Хато: Маюми) — покойная мать Кэй и Хакуки и тётя Юмэй.

Сэйю: Нана Фурухара
- Масаки Хато (яп. 羽藤 正樹 Хато: Масаки) — покойный отец Кей и Хакуки и дядя Юмэй. Представитель Ни но Ти. За десять лет до событий истории был убит Нуси.

Сэйю: Кунихико Хигаси
- Эмико Хато (яп. 羽藤 正樹 Хато: Эмико) — бабушка Кей и Хакуки и мать Масаки. Именно она обучила Юмэй силе Охасхирасама и рассказала о Ни но Ти и Змеином боге Нуси.

Сэйю: Нана Фурухара
- Ёко Нара (яп. 奈良 陽子 Нара Ё:ко) — одноклассница Кэй и её подруга.

Сэйю: Мамико Ното
- Рин Того (яп. 東郷 凛 То:го: Рин) — подруга Кэй. Появляется только в drama CD.

Сэйю: Миюки Савасиро
- Кагуя (яп. カグヤ Кагуя) — первая Охасирасама ставшая ею 1300 лет назад.

Сэйю: Нана Фурухара

## Термины
- Ни но Ти (яп. 贄の血 Ни но ти, Кровь жертвоприношения) — люди обладающие особой кровью. Кровь Ни но Ти наделяет людей, которые выпьют её, мистическими способностями, благодаря котором можно бороться с Они. Они она также даёт дополнительные силы и те хотят пленить всех представителей Ни но Ти, чтобы покорить мир. Однако Охасирасама, делает всё возможное чтобы не дать Они завладеть этой кровью. Известные представители: Кей Хато, Хакука Хато, Масаки Хато, Эмико Хато.
- Охасхирасама (яп. オハシラサマ Охасхирасама) — хранитель, задача которого оберегать Ни но Ти от Они. Охасирасама живёт как дух в священном дереве Эндзи (яп. 延寿 Эндзи), играя роль стража, который не даёт главному Они выбраться на волю. Жизненную силу Охасирасама питают лунные бабочки, также дающие ему силу бороться с Они и проникать в сны людей. Также Охасирасама способен применять форму человека на короткий срок, однако после этого повторить стадию не удастся до окончания длительного периода, за исключением если Охасирасама не выпьет кровь Ни но Ти. Известные представители: Юмэй, Кагуя, Хакука Хато(маршрут Юмэй).
- Они (яп. 鬼 Они:, Демон) — демоны которые хотят истребить людей. У Они нету эмоций, чувств и других человеческих качеств, у них только одна цель, всё уничтожать и убивать людей. В борьбе с ними была создана организация Оникири, члены которой стремятся уничтожить всех Они и спасти людей от гибели. Считается что Они появились двумя способами: после смерти человека его тело, не имеющее души, ожило и стало всё уничтожать как зомби, человек под влиянием негативных эмоций стал демоном, при этом забыв все добрые качества. Но если Они, человек с негативными эмоциями, получит хотя бы одно доброе качество, то он снова сможет стать человеком. Известные представители: Нодзоми Фудзивара, Микагэ, Нуси.
- Зеркало (яп. 邪眼 Тяган) — демонический артефакт, созданный Нуси. Именно в нём Нодзоми и Микагэ были заточены многие годы, также давшее им демонические силы. Зеркало имеет силу гипноза, с помощью чего владелец зеркала, может манипулировать жертвой гипноза, делая её своей марионеткой. Также зеркало является источником жизни тех, кто был в нём заточён. Если уничтожить зеркало, люди и Они, заточённые в нём, потеряют физическую форму, перевоплотившись пожизненно в духов.